# Glitter (Indies Best Of)
Glitter es una compilación de álbumes de Kaya (2006 - 2007). Todas las canciones incluidas se reordenaron y regrabados para este álbum, y nuevas canciones fueron incluidas, como Epicurean y Funerary Dream (Another Cell). El álbum llegó con una edición regular y una limitada.
Lista de canciones
Edición Limitada
1. Carmilla - 4:46

1. Walküre - 4:40

1. Paradise Lost - 4:46
2. funerary dream - 4:06

1. Psycho Butterfly - 5:58

1. Masquerade - 5:23

1. Epicurean - 3:59

1. Silvery Dark - 6:40

1. Kasha -shining flowers- - 4:17

1. Rose Jail - 3:37

1. Glitter Arch - 4:46

1. Hydrangea - 5:48

Edición Regular
1. Carmilla - 4:46

1. Walküre - 4:40

1. Paradise Lost - 4:46

1. Psycho Butterfly - 5:58

1. Masquerade - 5:23

1. Epicurean - 3:59

1. Silvery Dark - 6:40

1. Kasha -shining flowers- - 4:17

1. Rose Jail - 3:37

1. Glitter Arch - 4:46

1. Hydrangea - 5:48

- Datos: Q5881064